# Messale Romano

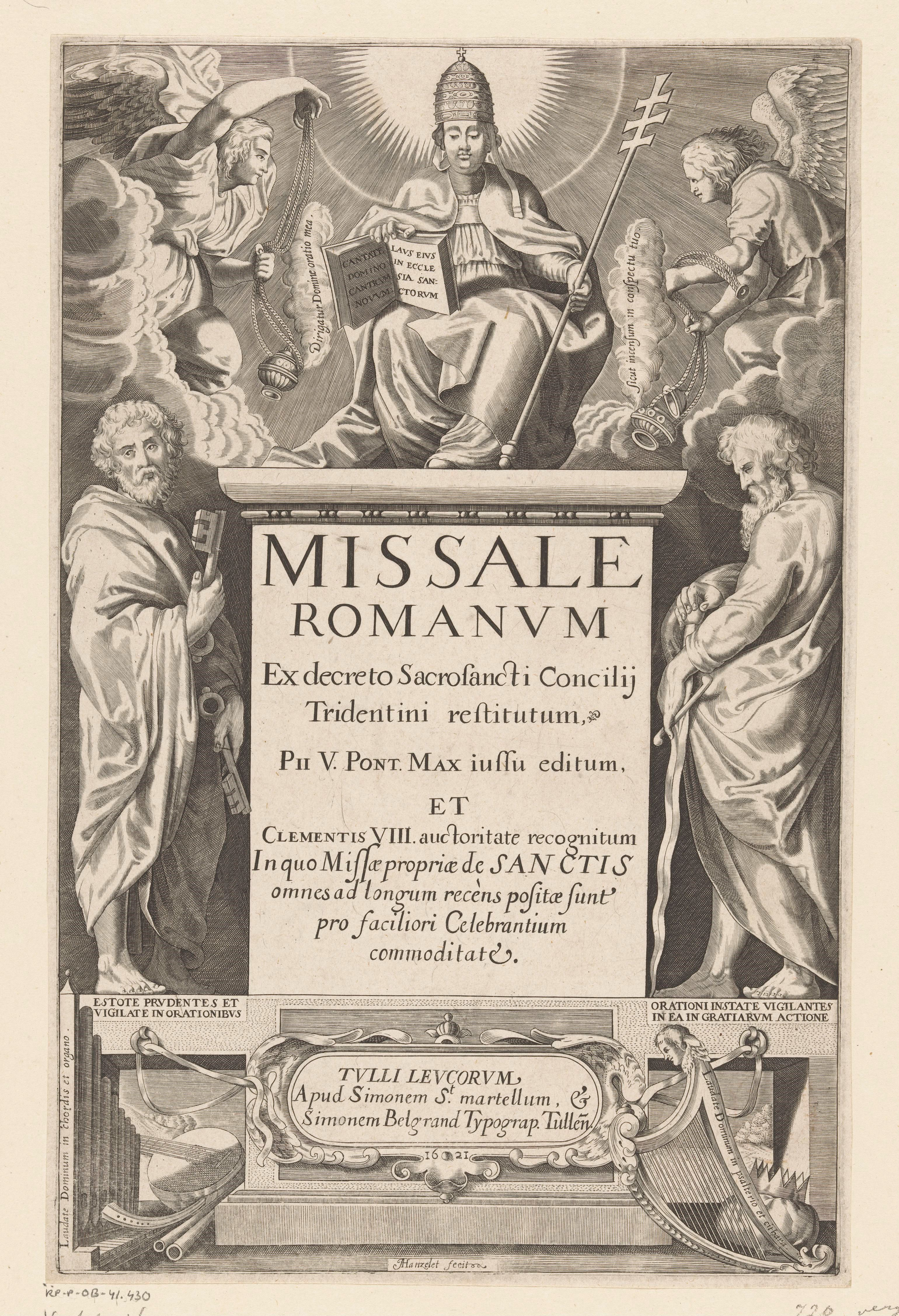
Frontespizio di un'edizione fatta a Toul nel 1621 dell'edizione tipica 1604 del Messale Romano. Rappresenta il papa Clemente VIII seduto su un piedistallo, attorniato dai Santi Pietro e Paolo.

Il Messale Romano (in latino Missale Romanum) è il messale del rito romano della Chiesa cattolica.

## Prima del 1570
La prima edizione a stampa di un libro che recava il titolo Missale Romanum e che si proponeva di riportare i testi della Santa Messa secondo gli usi della Curia romana ("Ordo Missalis secundum consuetudinem Curiae Romanae") risale al 1474 e fu impressa da Antonio Zarotto a Milano. Da quella data alla pubblicazione della prima edizione ufficiale del Messale Romano, pubblicata cioè per iniziativa della Santa Sede, passò quasi un secolo intero. Durante questo periodo apparvero almeno 14 altre edizioni del libro liturgico: dieci a Venezia, tre a Parigi e una a Lione. Per mancanza di un organo di vigilanza sulla loro qualità, esse subirono diverse variazioni da parte degli editori, alcune delle quali non furono di poco conto.
L'edizione del 1474 è considerata il capostipite di tutte le pubblicazioni che poi confluirono nell'edizione ufficiale approvata da papa Pio V nel 1570. Le annotazioni autografe del cardinale Guglielmo Sirleto (1514–1585) in un esemplare dell'edizione recante il titolo Missale secundum morem Sanctae Romanae Ecclesiae stampata a Venezia nel 1497 (sostanzialmente identica, eccetto nel calendario, a quella del 1474) dimostrano che questa edizione veneziana fu usata come modello per l'edizione del 1570.

## Messale di san Pio V
Il Concilio di Trento (1545-1563) non diede indicazioni per la riforma del Messale, sulla quale i suoi membri avevano espresso una notevole varietà di opinioni. Era stata messa in dubbio la convenienza della designazione immaculata hostia e calix salutaris per i doni ancora non consacrati all'offertorio e Fiat commixtio et consecratio corporis et sanguinis Domini nostri Iesu Christi accipientibus nobis in vitam aeternam.
Invece, nella sua ultima sessione, il Concilio affidò al Papa l'incarico di portare a termine l'esame e di pubblicarne il risultato. L'apposita commissione nominata dal papa Pio IV (1559–1565) e rimpastata dal suo successore Pio V (1566–1572) preparò l'edizione che, munita dalla bolla pontificia Quo primum tempore, uscì nel 1570 con il titolo Missale Romanum ex Decreto Sacrosancti Concilii Tridentini restitutum, Pii V. Pont. Max. iussu editum. È noto perciò come «Messale tridentino» o «Messale di san Pio V».
In generale, «le parti essenziali del Messale di san Pio V differiscono poco da quelle dell'edizione del 1474, anzi talvolta ci sono le identiche varianti dei testi scritturali», come era naturale perché, come indicato sopra, fu usata come modello un'edizione veneziana sostanzialmente identica a quella milanese del 1474. La riforma "consisteva soprattutto nella modifica del calendario e, con esso, anche del Santorale, dal quale vennero eliminati dei santi leggendari e i testi i cui contenuti non avevano base storica". Inoltre, si eliminarono totalmente i tropi e molte orazioni che il celebrante recitava privatamente. Della moltitudine di messe votive si conservarono solo quelle in onore della Santa Croce, del Santo Spirito, della Santissima Trinità e della Madre di Dio. Si omisero i molti prefazi e le molte sequenze più recenti, conservando solo undici prefazi e quattro sequenze. Fu su proposta del cardinale Sirleto che furono omessi i prefazi propri dei santi Francesco da Assisi e Agostino d'Ippona, e che fu "corretto" il testo della benedizione finale da In unitate Sancti Spiritus, benedicat vos Pater et Filius a Benedicat vos omnipotens Deus, Pater et Filius et Spiritus Sanctus.
Un'altra differenza risultò dall'inserimento nel Messale di Pio V di materia presa dall'altro principale modello del suo Messale: l'Ordo servandus per sacerdotem in celebratione Missae sine cantu et sine ministris secundum ritum sanctae Romanae Ecclesiae, opera di Johannes Burckardt del 1498 (o secondo alcune fonti del 1502), fonte delle abbondanti direttive rubricali aggiunte nel nuovo messale e inoltre del Ritus servandus in celebratione Missarum (più tardi chiamato Ritus servandus in celebratione Missae) e delle Rubricae generales Missalis. In esso si trova l'elevazione dell'ostia e del calice, dopo le rispettive consacrazioni, preceduta e seguita da una genuflessione, cerimonia non prevista nel Missale Romanum del 1474.
Non fu conservata però nel Messale tridentino la processione all'offertorio, ancora prevista nell'opera di Johannes Burckardt, e fu eliminata ogni menzione esplicita della partecipazione dei fedeli.
Il testo dell'editio typica di Pio V fu stampato e pubblicato già nel 1570 in tre edizioni iuxta typicam, due a Roma, una in folio, l'altra in 4º (ambedue apud haeredes Bartholomaei Faletti, Ioannem Variscum, et Socios), e una in folio a Venezia (Venetiis, Apud Ioannem Variscum, et haeredes Bartholomaei Faletti, et Socios).
Altre edizioni iuxta typicam apparvero negli anni immediatamente seguenti, per esempio quella degli eredi di Aldo Manuzio nel 1574.

## Le sei edizioni tipiche tridentine
Nel 1604, 34 anni dopo l'apparizione del Messale di san Pio V, papa Clemente VIII pubblicò, con vari cambiamenti, una nuova edizione tipica del Messale Romano, dal titolo Missale Romanum, ex decreto sacrosancti Concilii Tridentini restitutum, Pii Quinti Pontificis Maximi iussu editum, et Clementi VIII. auctoritate recognitum. Sulla base di questo titolo anche la nuova edizione può essere qualificata come Messale Romano tridentino. Il testo del canone della Messa rimase invariato, ma le rubriche furono alterate in più punti. In particolare apparve una nuova indicazione riguardante il momento successivo alla consacrazione del calice: le parole Haec quotiescumque feceritis, in mei memoriam facietis, che nella messa di Pio V venivano dette dal sacerdote mentre mostrava al popolo il calice consacrato, dovevano essere pronunciate prima dell'elevazione del calice. Fra gli altri cambiamenti si può menzionare che la benedizione alla fine della messa, che nel 1570 veniva data dal sacerdote con tre segni della croce, doveva essere data con un unico segno della croce, a meno che il sacerdote fosse vescovo.
Dopo altri 30 anni, il 2 settembre 1634, papa Urbano VIII promulgò una nuova revisione del Messale Romano. La nuova edizione venne chiamata Missale Romanum, ex decreto sacrosancti Concilii Tridentini restitutum, Pii V. iussu editum, et Clementis VIII. primum, nunc denuo Urbani Papae Octavi auctoritate recognitum. Non fu modificato il canone della messa.
Leone XIII pubblicò nel 1884 una nuova edizione tipica con pochi cambiamenti, a parte l'inclusione delle messe dei santi aggiunte dopo il 1634: Missale Romanum ex decreto ss. Concilii Tridentini restitutum S. Pii V. Pontificis Maximi jussu editum Clementis VIII., Urbani VIII. et Leonis XIII. auctoritate recognitum.
Pio X intraprese una revisione che portò alla pubblicazione il 25 luglio 1920 da parte del suo successore Benedetto XV del Missale Romanum ex decreto sacrosancti Concilii Tridentini restitutum S. Pii V Pontificis Maximi jussu editum aliorum Pontificum cura recognitum a Pio X reformatum et Ssmi D. N. Benedicti XV auctoritate vulgatum. Le novità introdotte nelle rubriche formarono un nuovo capitolo dal titolo Additiones et variationes in rubricis Missalis.
Pio XII nel 1955 riformò profondamente la liturgia della Settimana santa e della Veglia pasquale modificando non solo il testo delle preghiere, ma anche l'ora della celebrazione. Egli stabilì che le funzioni di Giovedì santo, Venerdì santo e della Veglia pasquale fossero celebrate nel pomeriggio o di sera, ciò che san Pio V aveva considerato un abuso contrario all'uso antico della Chiesa cattolica e ai decreti dei Padri. Nella celebrazione della Veglia pasquale Pio XII introdusse ufficialmente per la prima volta l'uso delle lingue vernacolari moderne nella liturgia eucaristica. Senza pubblicare una nuova editio typica del Messale Romano, egli diede il permesso di sostituire il testo precedente con il nuovo: si stamparono perciò dei libri liturgici ridotti che contenevano solo i testi del nuovo rito della Settimana Santa, cioè l'Ordo Hebdomadæ Sanctæ a Pii Papæ XII instauratum. Uno dei principali artefici di tale nuovo rito fu mons. Annibale Bugnini, noto per il lavoro svolto nella composizione del Messale Romano del 1969, nel quale tuttavia il rito della Settimana Santa fu nuovamente cambiato, seppur reso più simile a quello del 1955 che a quello antico.
La sesta ed ultima edizione tipica del Messale Romano «riveduto per decreto del Concilio di Trento» (ex decreto ss. Concilii Tridentini restitutum) è quella pubblicata da papa Giovanni XXIII nel 1962. Nel titolo non vengono più menzionati i nomi dei papi, Pio V incluso, che l'avevano emendato: Missale Romanum ex decreto ss. Concilii Tridentini restitutum Summorum Pontificum cura recognitum. Incorpora i cambiamenti decretati dal Codice delle rubriche del 1960, il cui testo è riprodotto nel Messale, dove sostituisce due documenti dell'edizione 1920 (Rubricae generales Missalis e Additiones et variationes in rubricis Missalis). Sopprime l'aggettivo perfidis della preghiera Oremus et pro perfidis Judaeis del Venerdì santo, e inserisce il nome di san Giuseppe nel canone della messa, il cui testo era rimasto immutato dal 1604 (allorché si modificò comunque solo parte della punteggiatura). Se si compara con l'edizione tipica precedente (1920), si nota una forte riduzione del numero di ottave e di vigilie (celebrazione dell'intera giornata precedente una festa). Tra i punti minori in cui questa edizione si differenzia da quella immediatamente precedente del 1920 e dal Messale originale di Pio V si può menzionare l'abolizione dell'obbligo del sacerdote celebrante di accedere all'altare capite cooperto (con la testa coperta) cioè, nel caso del clero secolare, portando la berretta. Tale cancellazione è stata variamente commentata: per alcuni è la semplice permissione a presentarsi a capo scoperto; per altri è il divieto di coprirsi; per altri ancora è una semplice trascuratezza che non abolisce l'uso tradizionale.

## Dopo il Concilio Vaticano II
Nell'applicare la costituzione Sacrosanctum Concilium del Concilio Vaticano II, papa Paolo VI, con l'assistenza di un'apposita commissione di cardinali, vescovi e periti, il Consilium ad exsequendam Constitutionem de Sacra Liturgia, creò una nuova edizione del Messale Romano, che invece di chiamarsi ex decreto ss. Concilii Tridentini restitutum si dichiara ex decreto sacrosancti Oecumenici Concilii Vaticani II instauratum e non presenta più il testo della Quo primum tempore. Esso fu promulgato con la costituzione apostolica Missale Romanum del 3 aprile 1969 e entrò in vigore il 30 novembre successivo (Prima domenica di Avvento), all'inizio del nuovo anno liturgico.
Fra le modifiche che il pontefice introdusse nel Messale Romano, egli stesso menziona in tale costituzione apostolica:
- Aumento da una (il canone romano) a quattro delle preghiere eucaristiche;
- Semplificazione dei riti dell'ordinario della messa, pur conservandone fedelmente la sostanza, e rimozione di duplicazioni e di aggiunte meno utili, soprattutto nella presentazione delle offerte, nella frazione del pane e nella Comunione;
- Restaurazione di elementi "secondo le tradizioni dei Padri" (ad esempio la Preghiera dei fedeli);
- Incremento dei passi biblici, presentati in un ciclo triennale nelle domeniche e un ciclo biennale nei giorni feriali e con l'aggiunta di una terza lettura biblica nelle domeniche e nelle solennità. Le conseguenze furono importanti: mentre prima del tempo di Pio XII (che ridusse ulteriormente le letture) si leggeva nella Messa l'1% dell'Antico Testamento e il 16,5% del Nuovo Testamento, a partire dal 1969 si leggono nelle domeniche e nei giorni feriali (senza contare le feste dei santi) il 13,5% dell'Antico Testamento e il 71,5% del Nuovo.[30] Per questo motivo le molto più numerose letture bibliche della Messa non sono inserite nel nuovo Messale Romano e formano il contenuto di un Lezionario a parte;
- Inoltre, «anche altre parti sono state rivedute e considerevolmente modificate: il Temporale, il Santorale, il Comune dei Santi, le Messe Rituali e le Messe votive. Un'attenzione particolare è stata dedicata alle Orazioni, che non solo sono state aumentate di numero, perché le nuove orazioni rispondessero meglio alle nuove necessità dei tempi, ma anche quelle più antiche sono state riportate alla fedeltà degli antichi testi».

Dopo l'edizione tipica del 1969 sono apparse due altre edizioni tipiche del Messale Romano, nel 1975 e nel 2002. Il titolo delle prime due è Missale Romanum ex decreto sacrosancti oecumenici Concilii Vaticani II instauratum auctoritate Pauli PP. VI promulgatum, mentre nella terza si aggiunge Ioannis Pauli PP. II cura recognitum. La prima edizione e la terza sono state ristampate con correzioni rispettivamente nel 1972 e nel 2008.
Oltre a promulgare le successive edizioni tipiche del Messale Romano, sei dopo il Concilio di Trento, altre tre dopo il Concilio Vaticano II, la Santa Sede apporta frequenti aggiornamenti e variazioni, come, per esempio, elevando al grado di festa la memoria di Santa Maria Maddalena, introducendo tre alternative alla tradizionale "Ite, missa est" alla fine della messa, e inserendo nelle Preghiere eucaristiche II, III e IV la menzione del nome di San Giuseppe, già inserito nel Canone Romano nel 1962.
In risposta al Novus Ordo, nello stesso anno 1969 i cardinali Alfredo Ottaviani e Antonio Bacci presentarono il libro Breve esame critico del Novus Ordo Missae di monsignor Michel Guérard des Lauriers.

## Licenza di usare l'edizione del 1962
Il 3 ottobre 1984 la Congregazione per il Culto Divino comunicò che "il problema di sacerdoti e fedeli rimasti legati al «rito tridentino»" perdurava nonostante il contrario risultato di una consultazione dei vescovi compiuta quattro anni prima. Perciò papa Giovanni Paolo II offrì a ciascun vescovo diocesano la possibilità di usufruire di un indulto in base al quale concedere a quei suoi sacerdoti che ne facessero formale richiesta di celebrare la messa usando l'edizione del 1962 del Messale Romano. Fra le condizioni di potere fare loro questa concessione c'erano il riconoscimento pubblico della legittimità e dell'esattezza dottrinale del Messale del 1970, e l'esclusione dell'uso di chiese parrocchiali, "a meno che il Vescovo lo abbia concesso in casi straordinari". Già da quello stesso anno furono istituite svariate messe in rito antico con celebrazione regolare, ad opera di numerosi fedeli sostenitori, ad esempio con l'associazione internazionale Una Voce, grazie alla collaborazione dei sacerdoti e il permesso di alcuni dei vescovi locali. La Pontificia commissione "Ecclesia Dei", fondata il 2 luglio 1988 dallo stesso papa e soppressa il 17 gennaio 2019 da papa Francesco, autorizzò i membri di alcuni istituti staccatisi dalla Fraternità Sacerdotale San Pio X, o creati ex novo, a usare l'edizione 1962, con permessi anche per le edizioni precedenti in ragione delle maggior completezza del rito antico.
Con il motu proprio Summorum Pontificum del 7 luglio 2007, papa Benedetto XVI permise a tutti i sacerdoti di rito latino di usare nelle messe celebrate senza il popolo il Messale del 1962 senza bisogno di alcun permesso, né della Santa Sede né dell'ordinario diocesano o religioso. Nei propri oratori, gli istituti di vita consacrata e le società di vita apostolica potevano utilizzare il Messale del 1962 nella messa comunitaria; l'autorizzazione del superiore maggiore era necessaria solo per utilizzarlo "abitualmente" o "permanentemente". Nelle chiese parrocchiali e in quelle che non erano né parrocchiali né conventuali, al parroco o al rettore il papa domandava di accogliere volentieri le richieste di gruppi stabili di fedeli aderenti alla precedente forma della liturgia e di quelli che la richiedevano in occasione di matrimoni, esequie, pellegrinaggi ecc., a condizione che i sacerdoti celebranti fossero idonei e non giuridicamente impediti.
In tale motu proprio il papa affermò che il Messale del 1962 non è mai stato "giuridicamente abrogato" e che perciò è rimasto e rimane utilizzabile, in linea di principio, nella Chiesa latina. Diversi liturgisti e canonisti hanno espresso dubbi sull'esattezza di questa affermazione. Il principio è la non abrogabilità della prassi immemorabile, mai sottostata alla legge positiva, prima dei grandi mutamenti del secolo XX. Papa Ratzinger affermò nel documento che esistono contemporaneamente due espressioni della lex orandi del rito romano, l'"ordinaria" e la "straordinaria". Quest'affermazione, obsoleta dopo la promulgazione del motu proprio Traditionis custodes, è stata comprensibilmente criticata sia da coloro che sostengono il nuovo messale di Paolo VI quale unico rito in vigore poiché sostituito al vecchio, sia da coloro che sostengono la prassi liturgica immemorabile non riducibile alla straordinarietà.
Il 16 luglio 2021 papa Francesco dichiarò invece: "I libri liturgici promulgati dai santi Pontefici Paolo VI e Giovanni Paolo II, in conformità ai decreti del Concilio Vaticano II, sono l'unica espressione della lex orandi del Rito Romano". Dichiarò inoltre che è esclusiva competenza del vescovo diocesano autorizzare l’uso del Messale Romano del 1962 nella diocesi, seguendo gli orientamenti dalla Sede Apostolica. Gli orientamenti della Sede Apostolica includono quelle di non permettere l'uso delle chiese parrocchiali a tale scopo.
Papa Francesco tornò così alla normativa con cui nel 1984 Giovanni Paolo II rilassò la prassi dei suoi predecessori Paolo VI e Giovanni Paolo I, sotto i quali bisognava rivolgersi alla Santa Sede.

## Adattamenti per l'Italia
L'Ordinamento Generale del Messale Romano affida al giudizio delle singole Conferenze Episcopali, dopo la conferma della Sede Apostolica, la definizione di alcuni adattamenti da introdurre nel Messale.
La terza edizione italiana ha ricevuto l'approvazione da parte della Conferenza Episcopale Italiana nel novembre 2018, seguita dall'autorizzazione del Pontefice e dalla pubblicazione nell'agosto 2019. Il suo uso è diventato obbligatorio il 4 aprile 2021.
Il nuovo testo prescrive che «i fedeli si comunichino abitualmente in piedi». Mentre la norma universale per le messe dei defunti permette generalmente il viola come colore dei paramenti liturgici e inoltre permette il nero dove è prassi consueta, in Italia è obbligatorio il viola anche dove prima era prassi di usare il colore nero. Nel resto del mondo, continua ad essere permesso, in generale, il colore nero e in molti paesi si permettono inoltre i paramenti bianchi.
Il Kyrie eleison viene detto non in italiano, ma in greco ("Signore, pietà").
Inoltre, sono modificati il Gloria a Dio con la nuova traduzione "E pace in terra agli uomini, amati dal Signore" che annulla e sostituisce la frase precedente "e pace in terra agli uomini di buona volontà", mentre nel Padre Nostro la storica frase conclusiva "non ci indurre in tentazione" è sostituita da quella attuale che dice "non abbandonarci alla tentazione".
Usualmente, il testo è sottoposto all'imprimatur della Conferenza episcopale nazionale e del Sommo Pontefice, seguiti dai decreti della Congregazione per la Dottrina della Fede per quanto riguarda le modifiche dei testi liturgici, ovvero della Congregazione per il Culto Divino e la Disciplina dei Sacramenti per quanto riguarda le modifiche al rito e alla disciplina sacramentale ad esso afferente.